# Максимачёв, Дмитрий Юрьевич
Дми́трий Ю́рьевич Максимачёв (род. 12 мая 1976 года, Ленинград, СССР) — российский композитор, музыкант, автор песен, лидер «Большого Stereoфонического Оркестра», саунд-продюсер.

## Биография
Сочиняет песни с двенадцати лет. Поёт, играет на гитаре, фортепиано, перкуссии, гармонике, казу. В школьные годы играл в самодеятельных группах, параллельно занимаясь музыкой в джазовой школе. В декабре 1993 организовал группу «Танки», репертуар которой состоял в основном из каверов любимых музыкантами песен и композиций самого Максимачёва. По выражению рок-журналиста Андрея Бурлаки, группа исполняла «на редкость мелодичную, жизнерадостную и энергичную музыку, в которой элементы рок-н-ролла, блюза, британского бита, кантри и рэггей скреплены ритмической основой скиффл, её художественный мир неизменно позитивен, а поэтический язык насыщен романтическими образами».
Дебютировав в марте 1994, группа включилась в активную клубную жизнь. Зимой 1994 года был записан сингл из двух песен, изданный на кассетах. Летом 1996-го группа «Танки» попала в программу фестиваля «Наполним небо добротой», организованном группой «ДДТ» на стадионе «Петровский». В июне 1997-го выступила на втором рок-фестивале «Театра DDT» во Дворце Спорта «Юбилейный», а в январе 1999 записала дебютный альбом «Без дирижёра» со звукорежиссурой Вадима «Десса» Сергеева, изданный на CD в 2001 году. В основной состав группы также входили: Елизавета Андреева (клавишные), Василий Телегин (бас-гитара), Евгений Бобров (ударные).
В конце 90-х — начале 2000-х Дмитрий Максимачёв стал постоянным участником фестиваля поющих поэтов «Могучая Кучка», который организовывали музыканты группы «Зимовье Зверей» Константин Арбенин и Александр Петерсон, и завсегдатаем концертного зала Ленинградского зоопарка (позднее — клуба «Зоопарк»), руководимым автором-исполнителем Вячеславом Ковалёвым и его командой. Максимачёв, учившийся в это время в Институте Киноинженеров, сдружился с командой и вскоре стал штатным звукорежиссёром клуба «Зоопарк». Постепенно от озвучивания концертов он перешёл к звукозаписи: на протяжении 2000—2001 записал в зале «Зоопарка» альбомы многих питерских групп в том числе и группы «Ступени» и «Billy’s Band», с которыми он впоследствии стал тесно сотрудничать.
С 2001 года Максимачёв и лидер группы «Ступени» Настя Макарова стали неотъемлемой частью акустического состава «Башаков-бэнда». А в ноябре 2002 Максимачёв и Макарова представили публике свой совместный проект — акустический дуэт «МА», названный по первому слогу их фамилий. Весной 2003-го «МА» записали и выпустили свой дебютный альбом «К себе…» и поучаствовали в трибьюте Алексею Рыбникову «На перекрёстках детства» (2005). Чуть позже Башаков, Максимачёв и Макарова снялись в небольших ролях музыкантов в фильме Юрия Мамина «Не думай про белых обезьян» (вышел на экраны в 2008 году).
В 2002 Максимачёв начинает постоянное сотрудничество с «Billy’s Band» в качестве звукорежиссёра и саунд-продюсера.
В марте 2003 Максимачёв представил публике фрагменты своей новой программы, после которой «Танки» постепенно переродились в новый музыкальный проект — «Большой Stereoфонический Оркестр». Постоянными участниками «БSО» стали Наталья Назарова (виолончель), Константин Ионочкин (бас-гитара), Юлия Усова (скрипка), Алексей Гусаров (скрипка), Алексей Гусев (альт).
Новый проект не помешал Максимачёву жить насыщенной творческой жизнью и работать в других коллективах в самых различных музыкальных амплуа. В конце первой половине нулевых он активно концертирует с акустическим «Башаков-бэндом», играет на перкуссии в группах «Сплин» и «Billy’s Band», продолжает сотрудничать со «Ступенями» как звукорежиссёр, саунд-продюсер и участник концертного состава.
В 2005 выходит первый сольный альбом Максимачёва «Музыка», в записи которого участвовало множество музыкантов из «Танков», «БSО», «Ступеней», «Billy’s Band».
В 2007-м вышел второй сольный альбом Максимачёва «Хореография». Бонус-треком в альбом вошла кавер-версия известной песни «Я шагаю по Москве», записанная для трибьюта композитору Андрею Петрову.
В 2009-м Максимачёв и «БSО» несколько раз выступили вместе с Константином Арбениным, только что покинувшим группу «Зимовье Зверей». Результатом этого содружества стал сетевой мини-альбом «Межсезонье» из 4 песен Арбенина в аранжировках БSО (позднее эти же песни, но в других вариантах исполнения вошли в альбом Арбенина «Одноимённые Песни» (2010)). В 2011 году «на кругах» опубликован мини-альбом «Live в Музее». В репертуаре появились песни, написанные Дмитрием в содружестве с поющим поэтом Анатолием Багрицким.
Начиная с 2009 года Максимачёв проявляет себя ещё в одном качестве — композитора, пишущего музыку для театра и кино. Он создаёт саундтреки к кинофильму «Видримасгор, или История моего космоса» (Ленфильм 2009, реж. Яна Поляруш), к моноспектаклю Константина Арбенина «Два клоуна» (2011), к спектаклям «Упсала-Цирка». Постепенно это становится основным направлением его деятельности. В 2012 году появляется первое симфоническое произведение Максимачёва «Вальс. Утерянная мечта».
В декабре 2013 года на сцене дружественного Максимачёву «Упсала-Цирка» состоялся грандиозный концерт «StereoУют», в котором автору аккомпанировал малый симфонический оркестр из 25 музыкантов. После чего это стало ежегодной традицией. В последующие годы коллектив выступал на разных площадках Петербурга (Капелла, Яани Кирик, музей «Эрарта»).
С 2014 года начал сотрудничать с композиторами мультсериала «Смешарики» Мариной Ланда и Сергеем Васильевым, основателями проекта «СмешBand» и музыкального театра детей Марины Ланда.
Летом 2017 года вместе с «Упсала-Цирком» принимает участие в Эдинбургском фестивале (Edinburgh Festival Fringe) исполняя в дуэте с Наталией Назаровой музыку в спектакле «Эффект пинг-понгового шарика».
В 2019 году Дмитрий был номинирован на высшую театральную премию Санкт-Петербурга «Золотой софит» в номинации «лучшая музыка для кукольного спектакля» за спектакль «Никита и Кит».
В 2021 году спектакль «О рыбаке и рыбке» (режиссёр Яна Тумина) получил премию «Золотая Маска» как лучший спектакль в театре кукол.
В 2022 году Дмитрий стал лауреатом Российской национальной театральной премии «Арлекин» в номинации «лучшая работа композитора» за спектакль «Нос» (режиссёр Яна Тумина).
12 мая 2022 года вышла серия «Самолёт и бабочки» (сериал «Смешарики»), где Максимачёв спел песню «Однажды» авторства Марины Ланда и Сергея Васильева.

## Дискография

### Основные альбомы
- 1996 — Танки у Казанского собора (сингл) — группа «Танки»
- 2001 — Без дирижёра — группа «Танки»
- 2005 — Музыка
- 2007 — Хореография
- 2011 — Live в Музее (EP)
- 2013 — Племянник — музыка из спектакля
- 2014 — Архитектура
- 2017 — Эффект пинг-понгового шарика — музыка из спектакля

### Совместные альбомы
- 2003 — К себе — проект «МА» (Дмитрий МАксимачёв и Настя МАкарова)
- 2010 — Межсезонье (EP) — с Константином Арбениным

### Участие в сборниках и трибьютах
- 2005 — трибьют «Андрей Петров XXI века. Коктейль для композитора». Песня «Я шагаю по Москве» (музыка Андрея Петрова, слова Геннадия Шпаликова) — Дмитрий Максимачёв.
- 2006 — трибьют «На перекрёстках детства. Фантазии на музыкальные темы Алексея Рыбникова». Песня «Я тебе, конечно, верю» (музыка Алексея Рыбникова, слова Игоря Кохановского) — Дмитрий Максимачёв и Настя Макарова (проект «МА»).
- 2008 — «Книга поэтического рока. Глава четвертая. Акустическая»; сост. Дмитрий Румянцев. Песня «Играю за любовь» — Анатолий Багрицкий и Дмитрий Максимачёв.
- 2018 — «Посередине века». Трибьют Константину Арбенину. Песня «Горошина»
- 2021 — «СмешКаверФест». Песня «Новая жизнь» (музыка и слова Марина Ланда и Сергей Васильев)

## Музыка для кино
- 2009 — «Видримасгор, или История моего космоса» (Ленфильм, реж. Яна Поляруш)
- 2015 — «Петя Волк» (Анимационная студия «Да», реж. Миша Сафронов)
- 2016 — «Тайны чердака» (Кинокомпания «Любители», реж. Илья Малкин)
- 2016 — «Бабушка с крокодилом» (мультсборник «Весёлая Карусель» № 44) (Союзмультфильм, реж. Миша Сафронов)
- 2016 — «Витюша» (Киностудия «Бородач», реж. Анастасия Денисова)
- 2017 — «Новенький» (Киностудия «Киношкид», реж. Мария Сопова)
- 2018 — «Старушка Жизнь vs Старушка Смерть» («Sleeping Luba Production», мультипликационный альманах «Мульт-пирожки»)
- 2019 — «Ленинградская молитва» («Гамма Фильм», реж. Миша Сафронов)
- 2019 — «Маяк» (Анимационная студия «Да», реж. Миша Сафронов)
- 2020 — «Добрый день» (Анимационная студия «Да», реж. Миша Сафронов)
- 2020 — «Подарок» (Школа-студия «Шар», реж. Татьяна Молдованина, Ольга Сивакова-Васина)
- 2022 — «Фантасмагория в стиле модерн (концерт на крыше)» (Кинокомпания «Мастер-фильм», реж. Оксана Броневицкая)
- 2022 — «Кума» («Гамма Фильм», реж. Василий Васильев)
- 2022 — «Синдром отложенного счастья» («Марс медиа», реж. Татьяна Колганова)

## Музыка для театра
- 2011 — «Два клоуна» — моноспектакль Константина Арбенина
- 2012 — «Собаки» (Упсала-Цирк, реж. Лариса Афанасьева)
- 2012 — «Мы делили мандарин» (Упсала-Цирк, реж. Лариса Афанасьева)
- 2013 — «Племянник» (Упсала-Цирк, реж. Лариса Афанасьева)
- 2014 — «Приехали» (Упсала-Цирк, реж. Лариса Афанасьева)
- 2014 — «Соната для Чайника со свистком» — спектакль Константина Арбенина
- 2015 — «Эффект пинг-понгового шарика» (Упсала-Цирк, реж. Лариса Афанасьева)
- 2016 — «Повелитель подземного царства» (Мюзик-Холл, СПб, реж. Евгений Зимин)
- 2018 — «Опасные связи. Postscriptum» (Комик-трест, реж. Яна Тумина)
- 2018 — «Никита и Кит» (БТК, СПб, реж. Миша Сафронов)
- 2019 — «Сашка один дома» (Karlsson Haus, СПб, реж. Миша Сафронов)
- 2019 — «О рыбаке и рыбке» (Театр кукол Республики Карелия, реж. Яна Тумина)
- 2021 — «Нос» (Сев ТЮЗ, реж. Яна Тумина)
- 2021 — «Вгости» (Упсала-Цирк, реж. Лариса Афанасьева)
- 2021 — «Чёрная скрипочка» (БДТ, реж. Фамил Джавадов)
- 2022 — «Изумрудные бусы» (Тверской ТЮЗ, реж. Евгений Зимин)
- 2023 — «Бедный рыцарь» (Хабаровсий ТЮЗ, реж.Фамил Джавадов)

## Видеоклипы
- 2012 — Дмитрий Максимачёв и БSО «Взрослые люди»
- 2013 — Дмитрий Максимачёв и БSО «Вальс. Утерянная мечта»
- 2014 — Дмитрий Максимачёв и БSО «Рождество»
- 2015 — Дмитрий Максимачёв и БSО «Музе»
- 2019 — Дмитрий Максимачёв и БSО «Вальс Ре-минор»